# 東京都立第一商業高等学校
東京都立第一商業高等学校（とうきょうとりつ だいいちしょうぎょうこうとうがっこう）は、東京都渋谷区鉢山町に所在する東京都立商業高等学校。
在校生や関係者らは一商、あるいは第一商業と呼んでいる。

## 設置学科
- ビジネス科

## 概要
戦前の旧制第一商業学校時代は、多くの生徒が東京商科大学、第一高等学校などへ進学した。また、多くの卒業生が大企業の重役を務める等の功績を残し、天下の一商と呼ばれるようになった。
現在は、都立商業高校の中でも先進的な商業教育（簿記や商学、会計学、英語教育、生活指導等）をしているとして、躍進する商業高校の牽引役を担うリーディングコマーシャルハイスクールに2005年（平成17年）から指定されている。令和4年12月首都圏ネットワークで東京都の「地域探究推進校」として報じられている。

### 校章
初代校長である陶山斌二郎が作成。三種の神器の一つである八咫鏡の中に「商」の字を戴く。

## 沿革
- 1918年（大正7年） 東京府立商業学校として設立認可。
- 1919年（大正8年） 現在地に開校。陶山斌二郎が初代校長に着任。
- 1920年（大正9年） 東京府立第一商業学校と改称。附設商業補習学校の授業も開始。
- 1923年（大正12年） 第1回開校記念式挙行。
- 1933年（昭和8年） 第二本科（定時制）を新設。
- 1944年（昭和19年） 中島飛行機の武蔵製作所へ学徒動員として召集。
- 1945年（昭和20年） 太平洋戦争中の東京大空襲により校舎が全焼し甚大な損害を被る。
- 1946年（昭和21年） 第二本科（定時制）を廃止。
- 1948年（昭和23年）学制改革により学校教育法に基づき「東京都立第一商業新制高等学校」として設置される。分校の「東京都立第一商業新制高等学校代々木分校」を設置。
- 1950年（昭和25年）教育委員会法に基づき「東京都立第一商業高等学校」と改称。
- 1957年（昭和32年）代々木分校が独立し東京都立代々木高等学校（現：世田谷泉高等学校）となる（2004年廃校）。
- 1979年（昭和54年） 電子計算機室改装、超小型電子計算機新規導入。
- 1993年（平成5年） 校舎全面改築竣工。
- 2003年（平成15年） インターネット導入。
- 2005年（平成17年） 国際会計科が廃止にされ商業科のみになる。

## コース
第2学年からコース制を採用。A～Fまでのクラスの内、A組が進学コースで、残りのB～F組がビジネスコースである。
| 進学コース     | 簿記・英語を軸に学ぶ進学者向け教育 |
| ビジネスコース | 商業経済系知識を学ぶ就職者向け教育 |

## 資格・検定
商業高校という特性上、在学中においてより多くの資格の取得が大きな目標となる。2年生より行われるコース制により、取得できる資格に大きな差異がある。
第一商業高等学校でも資格の取得にも力を入れており、主として全商検定の取得を奨励している。ビジネスコースでは授業において直接、検定取得のための授業が行われる。

## 校則・生活指導

### 校則
校則に厳しく、具体的には女子生徒のスカート丈は膝より短くしない、男子生徒のシャツは第一ボタンまで付けてネクタイをだらしなくしない、などが挙げられる。

### 生活指導
- 生徒が校外（コンビニ前など）にて問題となる行動を行い、店側から学校に苦情が入った場合には即日もしくは翌日以降、朝のSHR時に校内アナウンスで当該事象について生徒に対し是正するよう勧告するなど、生活指導部より迅速かつ適切な対処がなされる。

- また、校外においてタバコを吸ったり飲酒を行う、あるいは窃盗、住居不法侵入、オートバイなどによる交通事故などの犯罪行為を働いた者に対しては厳重な指導を生徒および保護者に行い、該当行為の問題の程度によっては即懲戒退学となる。程度が軽度であったとしても、度重なる指導に生徒が従わなかった場合は同じく懲戒退学となる。

## 特記事項
- 一商奨学会による英国研修がある。
- 昭和62年（1987年）以来、第2外国語（中国語）を選択受講できる。令和6年、中華人民共和国北京第十二中学校（日本の高校に相当、北京市重点中学、重点校）の生徒とオンライン交流を実施した。
- 2004年から2012年にかけて、中央大学商学部教員による公認会計士育成のための会計ゼミを実施していた（東京アカウンティング(ＴＡ) プログラム）[7]。

## 進路
- 3年間を通しての進路指導年間計画を立てている。

### 進学
- 進学者登校指導（指定校推薦・総合型選抜等）がある。第一商業高等学校では大学の授業を視野に入れた英語の授業等を展開している。

### 就職
- 就職者登校指導（企業研究・職場見学会指導・履歴書作成・面接試験指導等）がある。第一商業高等学校では、特に生徒の就職活動を重視しており、就職面接や小論文作成などの指導を行っている。公務員ガイダンス・公務員セミナーも行っている。

## 周辺環境・交通機関

### 周辺環境
代官山町隣の鉢山町に位置し、旧山手通りに面している。近隣には多くの大使館が存在する。本校の生徒は授業でマレーシア大使館へ訪問するなどの交流を行っている。また、多くの映像作品の舞台となっている。第一商業高校の校舎外観が映っている作品としては、My Little Loverのデビューシングル「Man & Woman」がある。

### 交通機関
出典 : 
電車
| 路線名       | 最寄り駅 | 徒歩所要時間 |
| ------------ | -------- | ------------ |
| 東急東横線   | 代官山駅 | 8分          |
| 東急東横線   | 渋谷駅   | 15分         |
| 東急東横線   | 中目黒駅 | 18分         |
| 京王井の頭線 | 神泉駅   | 20分         |

バス
- 渋谷駅西側6番バス乗り場から東急トランセ「都立第一商業高校」下車

## 部活動

### 文化部
- 簿記部
- 珠算・電卓部
- 華道部
- 茶道部
- ESS部
- 国際ボランティア部

### 運動部
- ラクロス部
- 硬式テニス部
- 軟式テニス部
- バスケットボール部
- バレーボール部
- バトン部
- ダンス部
- ブレイクダンス部
- ソフトボール部
- バドミントン部
- サッカー部
- 水泳部部
- 軟式野球部
- 剣道同好会

## 著名な出身者
- 植草甚一 - 評論家、エッセイスト
- 奥山治 - 東京都青ヶ島村元村長、マクロビオティック・東洋哲学思想家
- 越智正典 - 野球評論家、元NHK・日本テレビアナウンサー
- 梶幹雄 - フリーアナウンサー
- 亀井トム - ジャーナリスト
- 金原亭馬の助 (2代目) - 落語家
- 重信房子 - 日本赤軍最高幹部
- 白石まるみ - 女優、タレント
- 信欣三 - 俳優
- 辛淑玉 - コメンテーター
- 鈴木文彌 - NHK元アナウンサー
- 高松利夫 [9] - プロ野球選手
- 寺村輝夫 - 童話作家
- 長瀬喜伴 - 脚本家
- 中村隆英 - 東京大学名誉教授、日本学士院賞
- 橋本公亘 - 憲法学者、中央大学法学部教授
- 番場嘉一郎 - 会計学者、一橋大学名誉教授
- 日暮雅信 - 作曲家
- 三好徹 - 直木賞作家
- 森田誠吾 - 直木賞作家
- 良知力 - 哲学者
- 河野一英 - 会計士、大東文化大学名誉教授
- 武田實 - 迎賓館長、駐アイルランド特命全権大使
- 伊藤達二 - 三菱地所社長
- 相田雪雄 - 野村証券社長
- 浜田博 - 日本エアコミューター社長
- 小林栄次 - 大多摩ハム小林商会創業者